# Mancio Ito

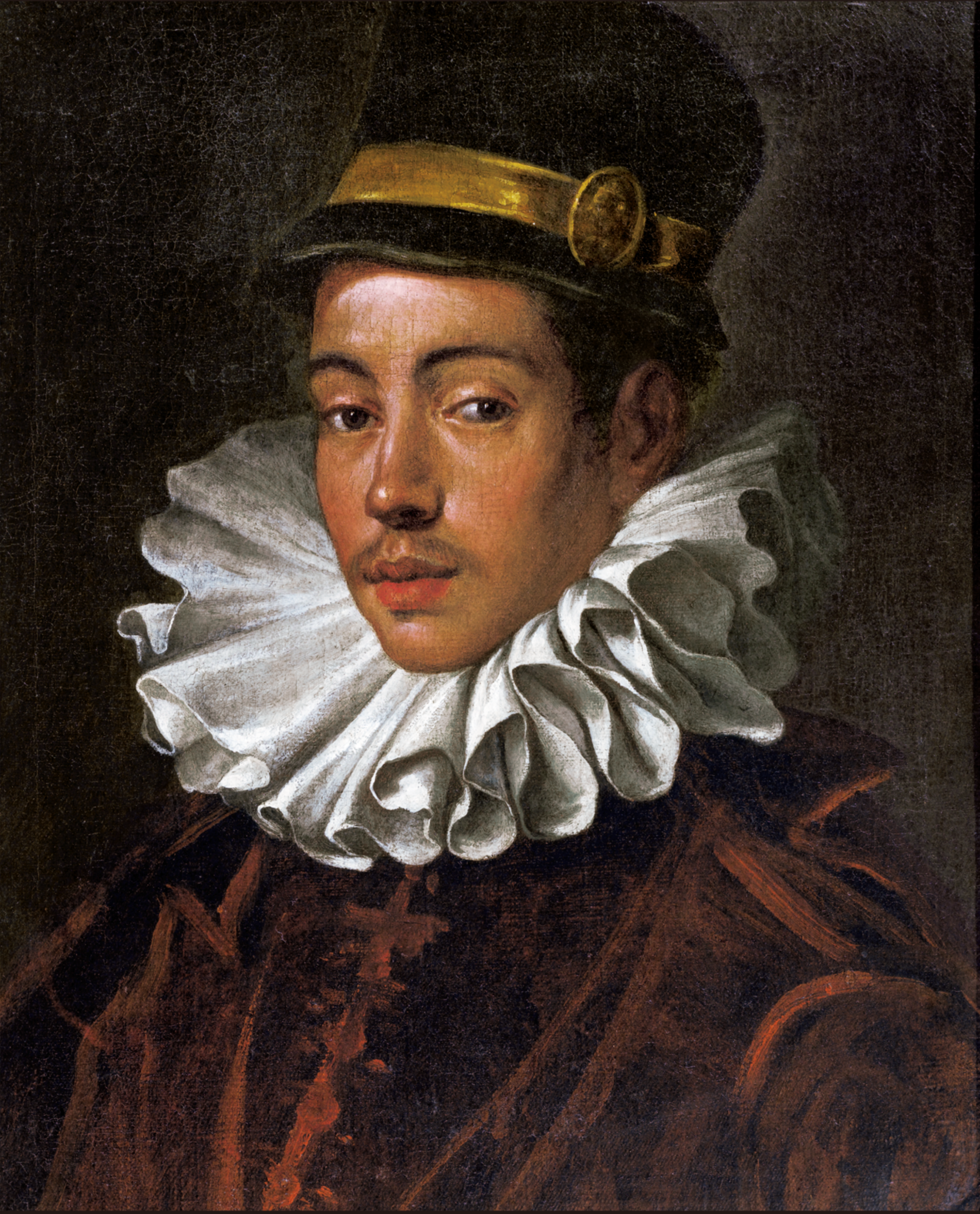
Retrato de Mancio Ito realizado por Tintoretto por encargo de la República de Venecia. Fue realizado en 1585, el año de la recepción papal, cuando Mancio Ito contaba con quince años de edad.

Mancio Ito (伊東マンショ Itō Mansho?,  1570 - 1612), nacido Itō Sukemasa, fue uno de los dos jóvenes «embajadores» japoneses, miembros de la llamada Embajada Tensho, que en 1585 fueron recibidos en Roma por el papa Gregorio XIII. Fue protagonista, pues, del primer contacto directo con Japón en suelo europeo.

## Biografía
En 1579 llega a Japón el Visitador general jesuita de las misiones de las Indias orientales Alessandro Valignano a quien se le ocurre la idea de presentar en Roma un testimonio del éxito de las misiones en Japón bajo la forma de una supuesta embajada, contando con el desconocimiento que existe en Europa sobre la inestable y fragmentada realidad política japonesa. Así consigue convencer a tres daimios convertidos al catolicismo para que permitan que dos miembros de sus familias de 13 y 14 años viajen a Roma acompañados de dos jóvenes de su misma edad. Se trata de Mancio Ito, nieto del daimio de Bungo Otomo Yoshishige, y de Miguel Chijiwa Seizaemon, sobrino de Omura Sumitada, daimio de Omura, y de Arima Harunobu, daimio de Arima. Les acompañan Juliao Nakaura y Martinho Hara, dos jóvenes japoneses bautizados como indican sus nombres. Mancio Ito fue elegido para actuar de portavoz.
Durante el viaje a Europa fueron acompañados por dos sirvientes y su tutor e intérprete Diego de Mesquita, y su mentor Valignano, que los acompañó solamente hasta Goa en la India. A Lisboa llegaron en agosto de 1584. 
Desde Lisboa se dirigieron a Madrid, donde fueron recibidos por el rey Felipe II, que entonces era el soberano de toda España pues acababa de incorporar al reino de Portugal a su monarquía. Después se dirigieron a Alcalá de Henares y desde allí a Alicante donde embarcaron para Livorno. Desde este puerto, vía Florencia, llegaron a Roma.
En Roma los «embajadores» fueron recibidos por el papa Gregorio XIII el 23 de marzo de 1585, para lo que había convocado un consistorio, es decir, una asamblea de cardenales presidida por él. Será el último acto público importante del papa pues fallecerá de forma repentina el 10 de abril ―a su funeral y a la proclamación del nuevo papa Sixto V asistirá Mancio Ito y los otros tres japoneses―.
En Roma, Mancio Ito se convirtió en ciudadano honorario y fue llevado a los rangos de la nobleza europea con el título de Cavaliere di Speron d’oro ("Caballero de la Espuela de Oro"). 
En el viaje de vuelta Mancio Ito y los otros tres jóvenes japoneses fueron acompañados del propio visitador general. Siguieron como a la ida la ruta hacia Oriente dominada por el Imperio portugués. Cuando llegaron a Japón fueron recibidos por Toyotomi Hideyoshi, el nuevo hombre fuerte del país que estaba en proceso de reunificación.
El mismo año de 1590, en que volvió la «embajada» a Japón, el jesuita portugués Duarte de Sande publicó en Macao la obra De missione Iaponensium ad Romanam Curiam rebusque in Europa, ac toto itinerare animadvertis, en el que se narraba lo sucedido durante el viaje, supuestamente a partir de la traducción al latín de las notas tomadas por los propios japoneses ―pero de las mismas no ha quedado ningún rastro―. La obra estaba destinada fundamentalmente a los japoneses convertidos.
Sin embargo, cuando la «embajada» volvió a Japón y se publicó en Macao el libro que relataba su periplo, la situación de catolicismo en Japón había cambiado radicalmente respecto al momento de la partida. Desde 1587 se había prohibido a los misioneros cristianos realizar su tarea y habían sido reagrupados en Hirado, a la espera de ser reembarcados hacia Europa. La persecución se intensifica en los años siguientes y en 1597 son ejecutados en Nagasaki 26 católicos. En 1614 Japón será cerrado definitivamente al cristianismo, convertido en «el país de los kami y el país de los budas».
Los cuatro fueron ordenados subsecuentemente como los primeros padres jesuitas japoneses por Alessandro Valignano.